# Haan János

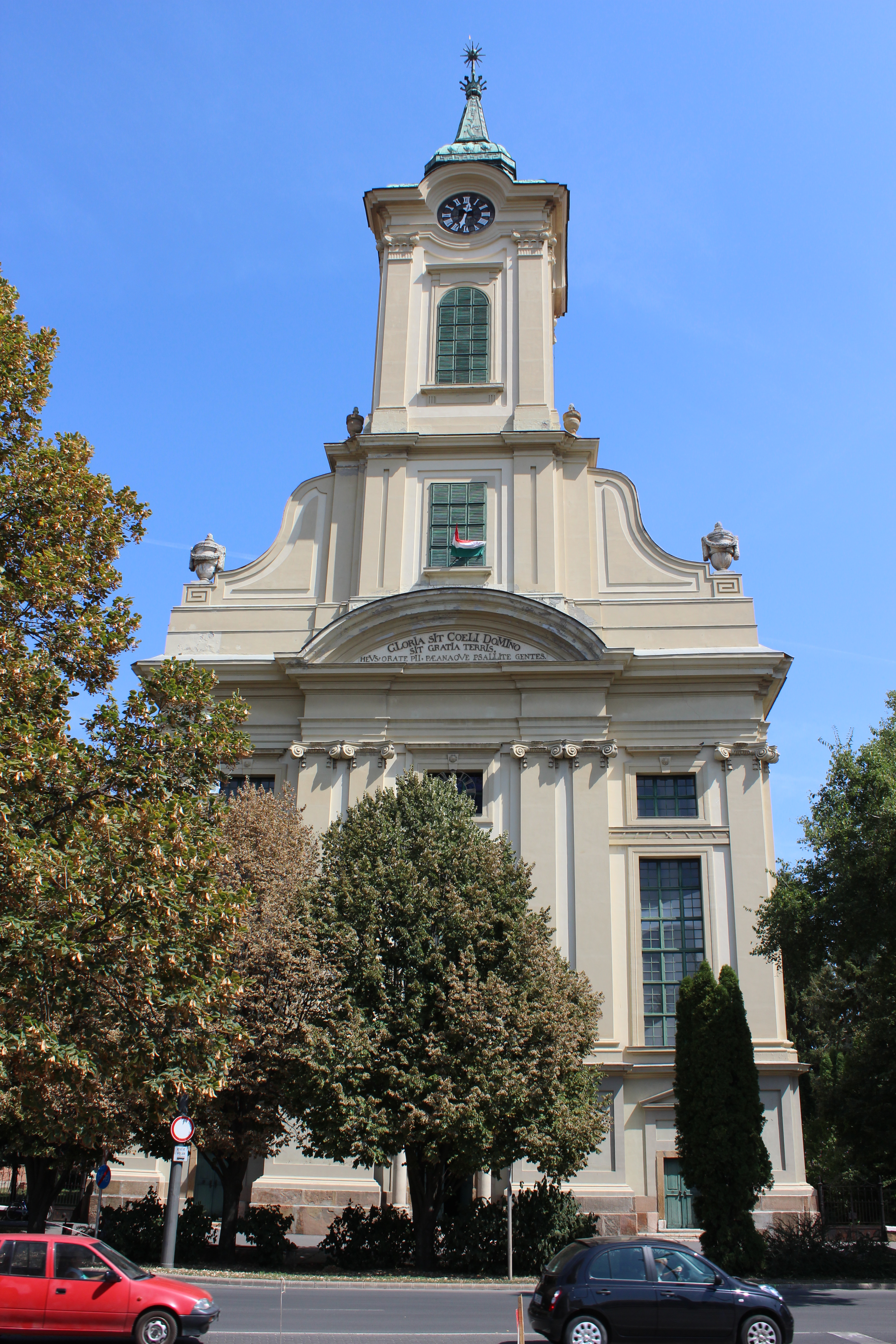
A Haan János lelkészsége alatt felszentelt evangelikus nagytemplom Békéscsabán

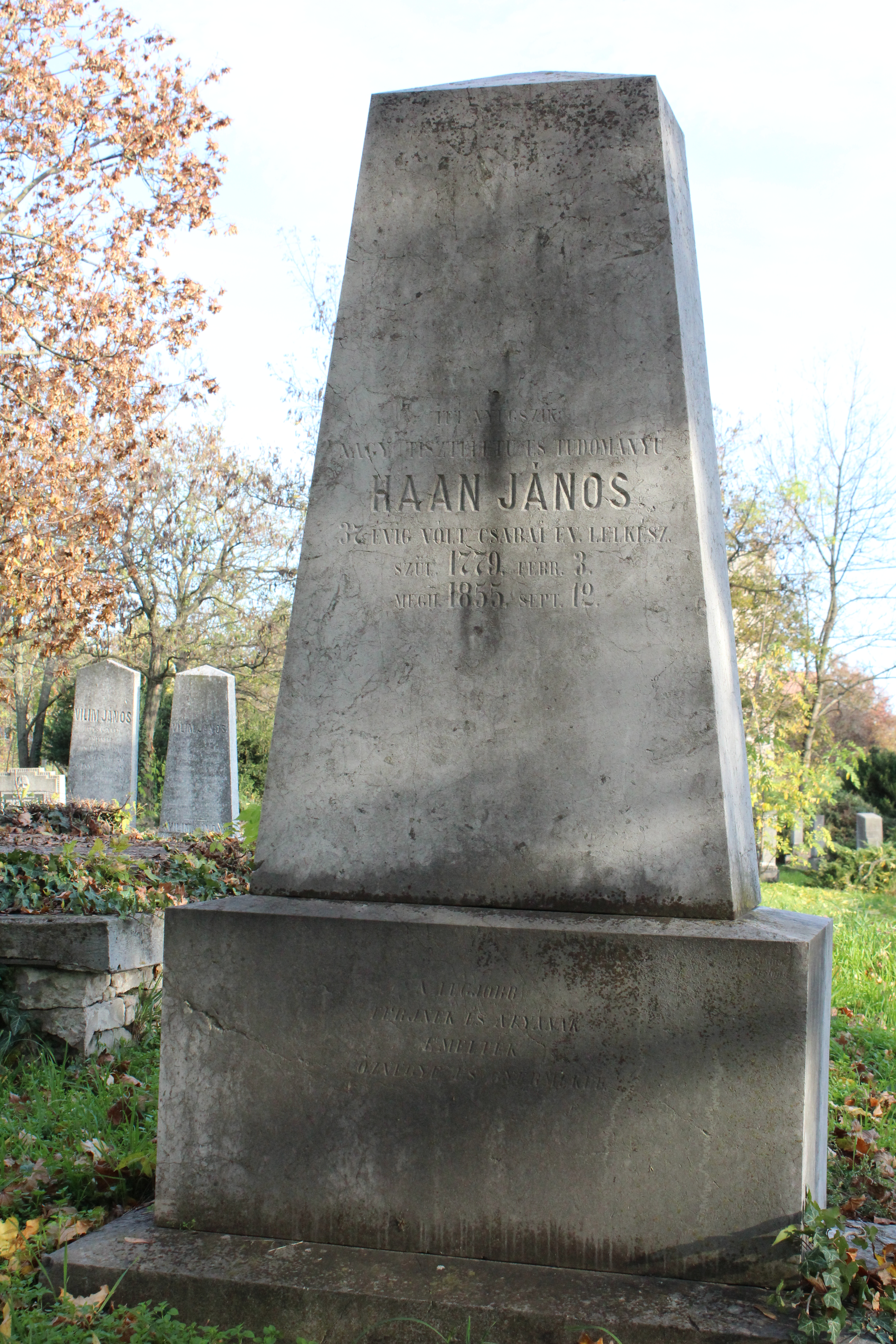
Haan János sírja Békéscsabán, a Kastélyi temetőben

Haan János (Ábelfalva, 1779. február 3. – Békéscsaba, 1855. szeptember 12.) magyar evangélikus lelkész.

## Életpályája
Szülei Haan János tanító és Boon Mária voltak. Alig volt ötéves, amikor édesapja meghalt, anyja pedig a legszegényebb állapotban maradván, nem segíthette őt és így önszorgalmára és igyekezetére volt utalva. Iskolai tanulmányait Losoncon, a reformátusoknál kezdte és Korponán, Csetneken (itt Tsisch Tamás vezetése alatt) és Rozsnyón végezte el. Egyetemi tanulmányait Pozsonyban járta ki, ahol filozófiát és teológiát tanult. Itt pártfogója volt anyai rokona, Crudi Dániel szuperintendens. Egy ideig nevelő volt Szakáll Jakabnál Pest vármegyében, azután 1805-től egy évig a wittenbergi egyetemen tanult, tanárai voltak: Schröckh, Schleussner, Nitsch, stb. Hazájába visszatérvén, két évig nevelő volt Pongrácz Ferencnél Jenkén Ung vármegyében. 1809-ben lelkész lett Sámsonházán. Még ez év folytán, a kerület felszólítására, elhagyta egyházát és felvállalta a Napóleoni háborúk miatt felkelő nemesi bandériumnál az evangélikusok részéről a tábori papi hivatalt. Kilenc hónapig működött a táborban, azután pedig, a hadjárat végeztével, visszatért sámsonházi egyházába. 1818 nyarán megválasztották adminisztrátornak a békéscsabai egyházba Boszy Mihály mellé, de még ugyanazon évben rendes lelkész lett. 1818. szeptember 12-én került Békéscsabára. Az evangélikus esperességnél sok évig viselte a decanusi, később a főjegyzői, azután a pénztárnoki, végül az alesperességi hivatalt. Papsága alatt szentelték föl 1824. június 29-én a békéscsabai evangélikus nagytemplomot és több iskola is épült. 1855. szeptember 12-én hunyt el Békéscsabán, éppen azon a napon, melyen 37 évvel korábban a csabai egyházba érkezett. Sírja Békéscsabán, a Kastélyi evangélikus temetőben található. Sírjának közelében van a Haan család néhány további tagjának, köztük két gyermekének, Haan Lajosnak és Haan Vilmosnak a nyughelye is.

## Magánélete
1811-ben megnősült, Petényi Gábor abelovai lelkész lányát, Mária Juditot vette feleségül. Hét gyermekük született. Közülük a legidősebb Haan Lajos evangélikus lelkész, történetíró, a Magyar Tudományos Akadémia tagja lett, míg Haan Antal festőművészként szerzett nevet magának.

## Művei
- Carmen, quo dum munere suo professoris decederet vir clar. Stephanus Sabel, et auctoritate incl. conventus evang. Posoniensis ejus locum occuparet vir clar. Mich. Tekusch grates et optata juventus ejusdem gymnasii Posoniensis anno 1802 die 21. Dec. cecinit. Posonii. (J. H. betűkkel.)
- Carmen in honorem viri magnifici J. M. Schröckh, dum muneris sui sacrum semisaeculare celebraret, nomine popularium oblatum. Vittebergae, 1806.
- Flosculus in coronam pie denati L. B. Alexandri Pronay, supremi scholarum et eccles. evang. A. C. in Hungaria inspectoris. Arad, 1839.
- O užitečnom sadění dohána, rozmluvání... pre lud čabjanský. Szarvas, 1845. (A dohány hasznos ültetéséről. Párbeszéd... kiadva a csabai nép számára.)
- Alectryonada, quam zoophylo et ornithologo utrobique eminenti Joh. Salomoni Petényi, cum celebraret aetatis suae sacrum semisaeculare cecinit ex alitibus unus. Szarvas, 1848.